# John Irving

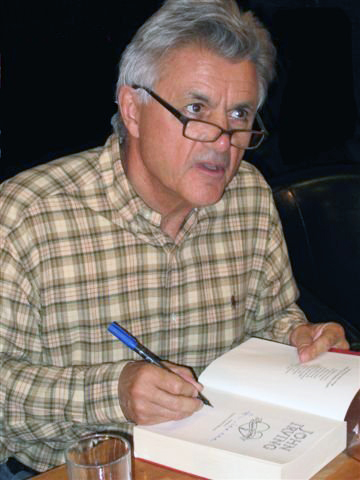
John Irving in Poland, Warsaw, 10.09.2006

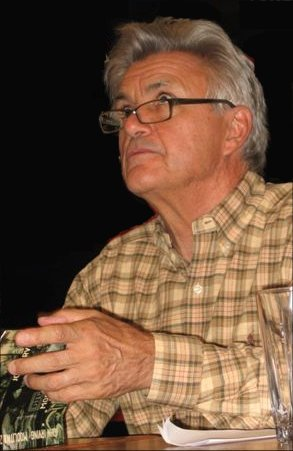
John Irving in Poland, Warsaw, 10.09.2006

John Winslow Irving (n. 2 martie 1942, Exeter⁠(d), New Hampshire, SUA) este un scriitor american, canadian.

## Biografie
John Winslow Irving s-a născut ca John Wallace Blunt, Jr., numit după tatăl său. La vârsta de șase ani, numele a fost schimbat, după tatăl său vitreg, Colin Franklin Newell Irving, un profesor de limbă rusă, care l-a adoptat.
John Irving a fost pe rând antrenor de lupte, profesor universitar, actor, prozator și scenarist.
Încurajat de întâlnirea pe care și azi o socotește providențială cu John Yount, un tânăr romancier din sudul Americii, își alege teme atractive, unele surprinzătoare, și debutează cu Setting Free the Bears, un roman despre tentativa unor iubitori de animale de a elibera urșii de la Grădina zoologică din Viena.
Cu un box-office mai bun cu fiecare titlu, publică o serie de cărți care fie cunosc transpuneri cinematografice de calitate (The World According to Garp, The Cider House Rules), fie rămân borne epice ale unui palmares elogiat de revistele literare (The Water-Method Man, The 159-Pound Marriage, A Prayer for Owen Meany, A Son of the Circus, A Widow for One Year).
Cărțile lui Irving demontează tabuuri dragi societății americane, propun personaje greu de uitat și radiografiază o viață la care mulți râvnesc fără să-i cunoască dedesubturile.

### Romane
- 1968 Setting Free the Bears. Random House. New York.
- 1972 The Water-Method Man. Random House, New York.
- 1974 The 158-Pound Marriage. Random House New York.
- 1978 The World According to Garp. E.P. Dutton, New York.
- 1981 The Hotel New Hampshire.
- 1985 The Cider House Rules.
- 1989 A Prayer for Owen Meany.
- 1994 A Son of the Circus.
- 1998 A Widow for One Year.
- 2001 The Fourth Hand.
- 2005 Until I Find You.
- 2009 Last Night in Twisted River.
- 2012 In One Person.
- 2015 Avenue of Mysteries.
- 2022 The Last Chairlift..

## Romane traduse în limba română
- Lumea văzută de Garp. RAO, București. ISBN 978-973-103-296-2 (2007)
- Până te voi găsi. RAO, București. ISBN: 978-973-540-097-2 (2010)
- Văduvă pentru un an. RAO, București. ISBN 978-606-609-197-8 (2012)